# Sihlbrugg
Sihlbrugg è un villaggio ed un importante nodo del sistema dei trasporti svizzero al confine tra il cantone di Zugo e il cantone di Zurigo. Il termine Sihlbrugg Dorf viene utilizzato anche per distinguerlo dalla frazione di Sihlbrugg Scalo, che si trova poco più a valle del Sihl e fa parte del comune zurighese di Horgen.

## Geografia
La località fa parte di quattro Comuni: i due comuni zugheresi di Baar e Neuheim e i comuni zurighesi di Hausen am Albis e Horgen, fino alla fusione alla fine del 2017 con Hirzel.

## Economia
L'area commerciale e industriale è localizzata maggiormente del comune di Baar. Inoltre, a Sihlbrugg si trovano distributori di benzina, hotel e strutture di ristorazione, mentre sono piuttosto scarse le abitazione.

## Infrastrutture e trasporti
Per secoli il villaggio è stato un piccolo borgo con un ponte che attraversava il fiume Sihl vicino al fiume Lorze e per circa 600 anni, il traffico principale sulla rotta del Gottardo da Zugo a Zurigo si è svolto nel punto che inizialmente si chiamava "Babenwaag" (l'odierna Sihlbrugg). il Babenwaag è stato il ponte principale di Sihlbrugg fino al 1960. Oggi è 3 km a monte. Il suo predecessore venne distrutto nel 1847 durante la guerra del Sonderbund. La mulattiera correva quindi su due percorsi diversi attraverso l'Hirzel Höhi oltre il centro del villaggio di Hirzel fino al Sust a Horgen direttamente sul lago di Zurigo, dove le merci da trasportare venivano caricate sulla nave per Zurigo.
Sihlbrugg è un punto nodale delle ferrovie svizzere e della Sihltal Zürich Uetliberg Bahn (SZU). Sihlbrugg Dorf (Sihlwald) è la stazione terminale della S-Bahn Zürich sulla linea S4 (SZU) e anche importante come terminale dell'autostrada A4 tra il cantone di Zugo e il cantone di Zurigo, e come nodo di cinque strade regionali nella Sihltal a Zurigo, Langnau am Albis, Wädenswil (Hirzelpass) e nel cantone di Zugo.

## Galleria d'immagini

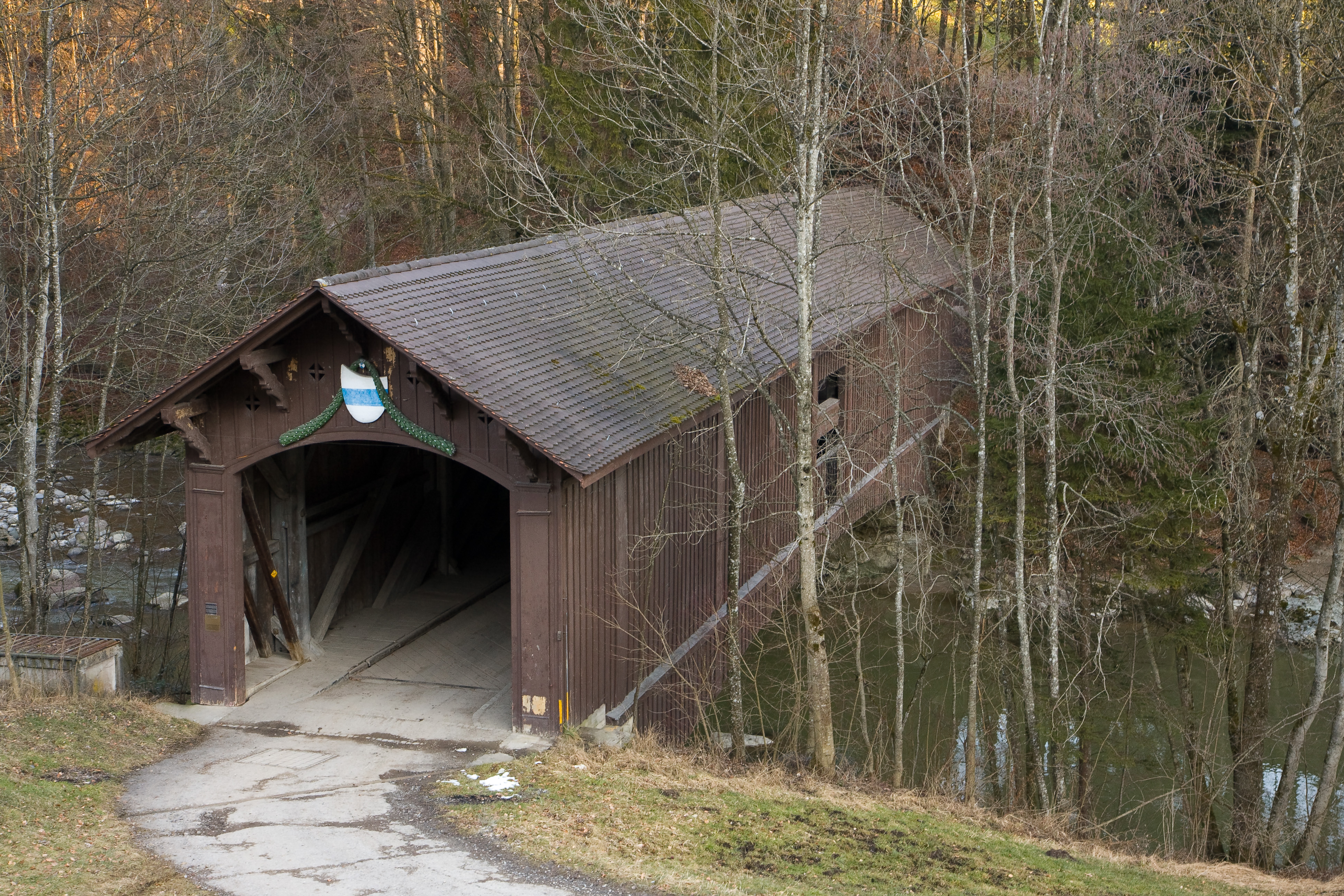
Il ponte "Babenwaag"
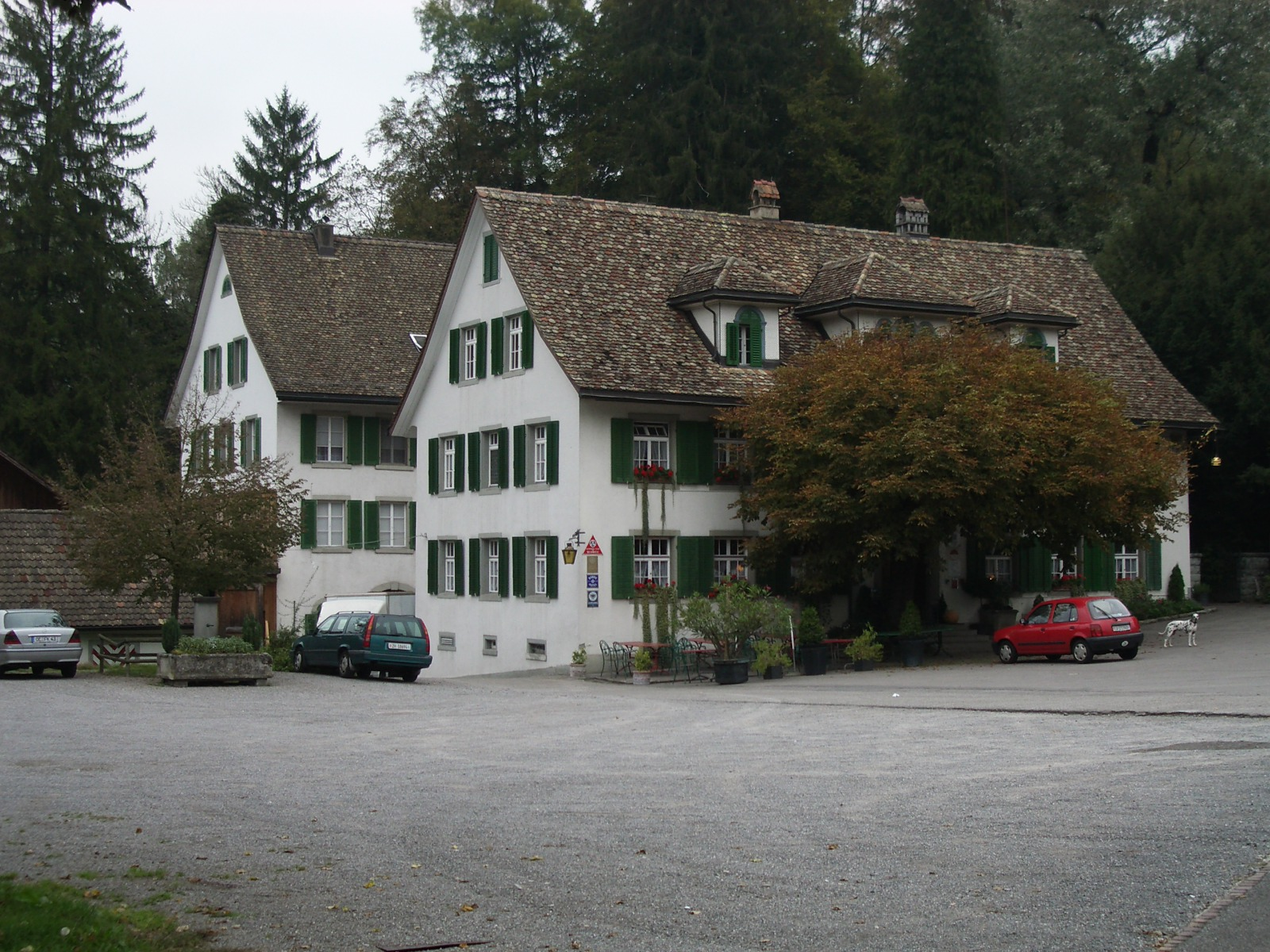
Il ristorante Krone
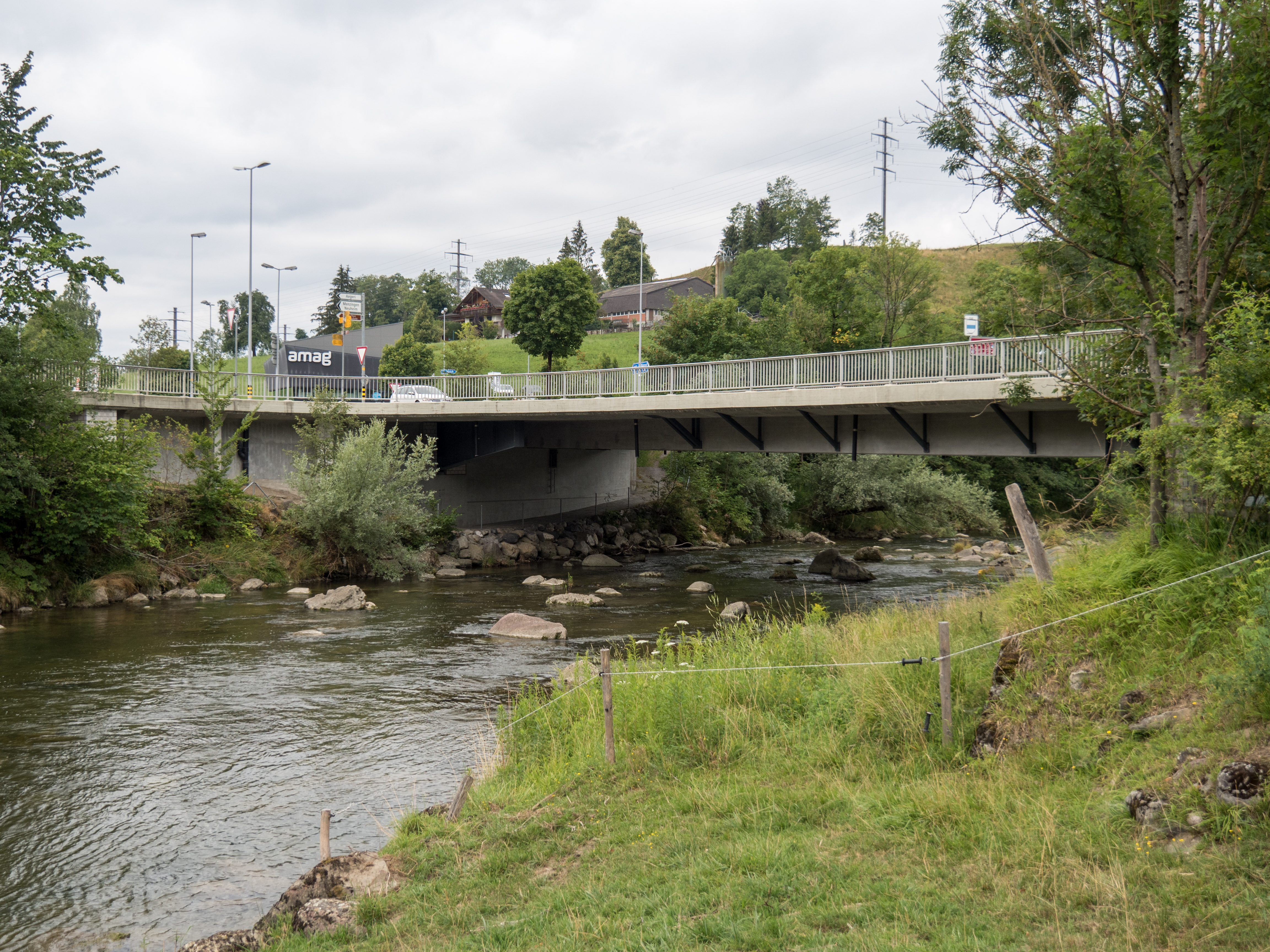
Ponte sul Sihl